# Industrie- und Handelskammer Zittau
Die Industrie- und Handelskammer Zittau war eine Industrie- und Handelskammer mit Sitz in Zittau. Heute besteht eine Geschäftsstelle Zittau der Industrie- und Handelskammer Dresden.

## Geschichte

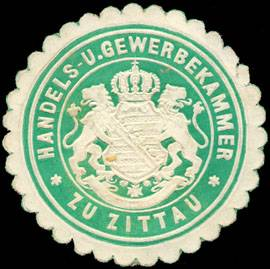
Siegelmarke Handels - und Gewerbekammer zu Zittau

Am 9. Juli 1862 wurde gemäß des neuen sächsischen Gewerbegesetzes die Handels- und Gewerbekammer Zittau gegründet. Diese war für die Amtshauptmannschaften Zittau, Löbau, Bautzen und Kamenz zuständig. Zum 31. Dezember 1910 wurde die Kammer in zwei eigenständige Kammern für Handel und Industrie sowie für Gewerbe getrennt, da reichsweit Handwerkskammern gegründet werden mussten. Die gesamte Kammer umfasste daher zwei Abteilungen: Die Handelskammer für Handel und Fabriken und die Gewerbekammer für die übrigen Geschäftsbereiche wie Handwerk und Versorgung. Ab dem 21. März 1929 wurde der Name „Industrie- und Handelskammer“ für die gemeinsame Kammer.
Nach der Machtergreifung der Nationalsozialisten wurde 1933 die Kammer gleichgeschaltet und das Führerprinzip eingeführt. Der Leiter der Kammer wurde nun durch Reichswirtschaftsministerium ernannt und benannte seinerseits die Kammermitglieder. Die Selbstverwaltung der Wirtschaft war damit abgeschafft. Zum 31. März 1935 wurden separate Handwerkskammern gebildet. am 20. April 1942 wurde die Industrie- und Handelskammer aufgelöst und in eine Zweigstelle der Gauwirtschaftskammer Sachsen umgewandelt.
Auch nach dem Krieg in der SBZ wurde die Selbstverwaltung nicht wieder hergestellt. Am 31. Januar 1946 wurde die Industrie- und Handelskammer Sachsen gebildet. Die Mitglieder wurden von der Landesverwaltung Sachsen ernannt. 1953 ging diese in der Industrie- und Handelskammer der DDR auf. In den Kreisen, also auch in Zittau bestanden Zweigstellen. Nach der Wende wurden erneut Industrie- und Handelskammern gebildet. In Zittau entstand so die Zweigstelle Zittau der Industrie- und Handelskammer Dresden.

## Gebäude

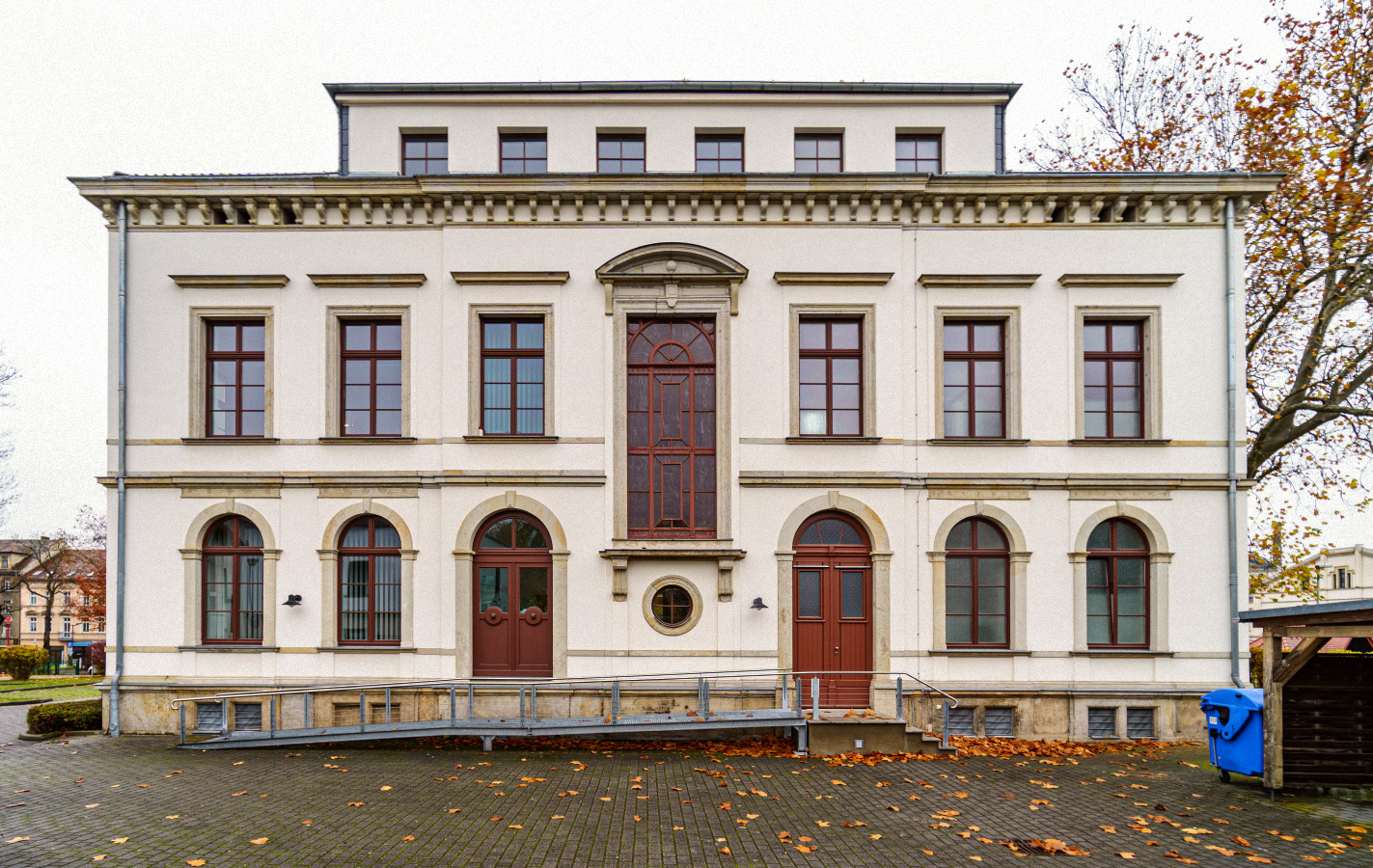
Kammergebäude Bahnhofstraße 30

Seit 1939 hatte die Kammer ihren Sitz in der Bahnhofstraße 30. Die früherer Fabrikantenvilla aus den 1890er Jahren steht als Kulturdenkmal unter Denkmalschutz. Sie wird als Geschäftsstelle Zittau der Industrie- und Handelskammer Dresden genutzt.